# Merceuil
Merceuil é uma comuna francesa na região administrativa da Borgonha-Franco-Condado, no departamento de Côte-d'Or. Estende-se por uma área de 13,79 km². Em 2010 a comuna tinha 832 habitantes (densidade: 60,3 hab./km²).